# 현충원로
현충원로(顯忠院路, Hyeonchungwon-ro)는 대전광역시 유성구 갑동과 장대동 구암교사거리를 잇는 대전광역시의 도로이다. 도로 명칭은 국립대전현충원에서 유래한 것이며, 전 구간 국도 제32호선에 속한다.

## 연혁
- 2009년 7월 10일 : 2개 이상 시·도에 걸쳐 있는 도로로 현충원로를 고시[1]

## 주요 경유지
대전광역시
- 유성구 (갑동 · 덕명동 · 구암동 · 장대동)

## 노선
| 이름                  | 접속 노선                                                                          | 소재지               | 소재지               | 비고                    |
| 충청남도 공주시 경계  | 충청남도 공주시 경계                                                               | 충청남도 공주시 경계 | 충청남도 공주시 경계 | 충청남도 공주시 경계    |
| --------------------- | ---------------------------------------------------------------------------------- | -------------------- | -------------------- | ----------------------- |
| 삽재교차로            | 국도 제1호선 (백운로, 금벽로)                                                      | 대전광역시           | 유성구               |                         |
| 국립대전현충원 덕명교 |                                                                                    | 대전광역시           | 유성구               |                         |
| 덕명네거리            | 대전광역시도 제40호선 (동서대로) 대전광역시도 제50호선 (한밭대로)                  | 대전광역시           | 유성구               |                         |
| 현충원역삼거리        | 노은로                                                                             | 대전광역시           | 유성구               |                         |
| 장대삼거리            | 월드컵대로                                                                         | 대전광역시           | 유성구               | 유성 나들목과 간접 연결 |
| 구암교네거리          | 국가지원지방도 제32호선 (유성대로) 유성대로718번길 유성대로719번길 유성대로720번길 | 대전광역시           | 유성구               |                         |

## 주요 건물 및 시설
- 대전어린이천문대 (대전광역시 유성구 현충원로 165)
- 유성컨트리클럽 (대전광역시 유성구 현충원로 200)
- 국립대전현충원(대전광역시 유성구 현충원로 251)
- 덕송초등학교 (대전광역시 유성구 현충원로 265)
- 현충원역 (대전광역시 유성구 현충원로 지하455)